# (730) Athanasia
(730) Athanasia ist ein Asteroid des Hauptgürtels, der am 10. April 1912 vom österreichischen Astronomen Johann Palisa in Wien entdeckt wurde. 
Der Name des Asteroiden leitet sich aus dem Griechischen ab und bedeutet Unsterblichkeit.